# Бабаевская улица
Баба́евская у́лица (в 1922—1986 годах — Пя́тый Баба́евский переу́лок, ранее — Пя́тая Соко́льническая у́лица) — улица в Восточном административном округе города Москвы на территории района Сокольники. Соединяет улицу Стромынка и улицу Матросская Тишина, пересекая Вторую Боевскую улицу. Нумерация домов начинается от улицы Стромынка.
На картах Москвы, начиная с 1925 года эта улица именуется уже как Бабаевская.

## Происхождение названия
Названа 25 марта 1986 года в честь Петра Акимовича Бабаева (1883—1920), революционера, председателя Сокольнического совета. С 7 июня 1922 года так же в честь П. А. Бабаева носила название Пятый Бабаевский переулок, ранее — Пятая Сокольническая улица, по Сокольническому полю.

## Здания и сооружения[4][5]
По нечётной стороне:
- № 1/8 — пятиэтажное 30-квартирное кирпичное жилое здание 1895 года постройки.
- № 3а — один из корпусов и общежитие МГЛУ (студенты МГЛУ по традиции данное здание называют "Бабайкой").

По чётной стороне:
- № 4 — четырёхэтажное нежилое здание 1961 года постройки.
- № 4, стр. 1 —
- № 6 — в здании находится отделение «Маст-банка».

В начале улицы, на пересечении её со Стромынкой (по адресу: ул. Стромынка, 6) находится здание ДК им. Русакова, памятника архитектуры советского авангарда, построенного архитектором К. Мельниковым в 1927—1929 г.

## Транспорт
- Станции метро  Сокольники и  Сокольники.
- Остановка «Бабаевская улица»:

Автобус: т14, т32, т41, 78, 265, 716
Трамвай: 4л, 4п, 7, 13
По улице проходит служебная трамвайная линия в депо имени Русакова.

## Фотогалерея
- Сокольники улица Бабевская
- Сокольники улица Бабевская